# Nowa Derewnia
Nowa Derewnia (ukr. Нова Деревня, ros. Новая Деревня, Nowaja Dieriewnia) – wieś w Autonomicznej Republice Krymu (de iure stanowiącej integralną część państwa ukraińskiego, od 2014 kontrolowanej przez Rosję jako Republika Krymu), w rejonie perwomajskim. W 2001 liczyła 375 mieszkańców, spośród których 53 posługiwało się językiem ukraińskim, 238 rosyjskim, 82 krymskotatarskim, 1 ormiańskim, a 1 innym. Według spisu ludności przeprowadzonego przez okupacyjne władze rosyjskie populacja wsi w 2014 wynosiła 384 osoby.

## Urodzeni
- Jurij Gocaniuk